# Brittany Andrews
Brittany Andrews, pseudonimo di Michelle Carmel Barry (Milwaukee, 13 agosto 1973), è un'attrice pornografica e regista statunitense.

## Biografia
Ha iniziato a lavorare come danzatrice esotica e poi come spogliarellista. Mentre viveva nel Texas, divenne famosa dopo essersi fatta una rinoplastica e rifatta il seno.
Venne ingaggiata poi come modella per servizi fotografici per riviste maschili e nel 1995 conobbe Jenna Jameson lavorando per la rivista Hustler. La Jameson la coinvolse nel cinema porno, in cui Brittany Andrews esordì nel 1996 in Internal Affairs con Ashley Gere e Jonh Doe. Per la sua interpretazione ricevette una nomination agli AVN Awards. Oltre a lavorare in vari film, la Andrews è stata presente in alcuni programmi televisivi e ha aperto anche una propria compagnia di produzione. Inoltre, lavora per alcuni siti internet.
Nel 2006 si è ritirata dalle scene e si è trasferita a New York dove ha iniziato a frequentare una scuola di cinema e ha prodotto alcuni film indipendenti. Successivamente, ha cominciato a fare la carriera da dj.
Dopo 8 anni a New York, si è trasferita a Las Vegas ed è rientrata come attrice MILF nel mondo dell'industria pornografica. Dal 2008 è stata inserita nella Hall of Fame dagli AVN Awards. Ha, inoltre, diretto la terza edizione del documentario pornografico "After Porn Ends 3".

## Riconoscimenti
- AVN Award
  - 2008 – Hall of Fame[8]
  - 2022 – Favorite Domme (Fan Award)[9]
  - 2023 – Favorite Domme (Fan Award)[10]
  - 2025 – Favorite Domme (Fan Award)[11]

## Filmografia

### Attrice
- Bad Girls 5: Maximum Babes (1995)
- Boobtown (1995)
- Bosom Buddies 1 (1995)
- Brittany - Worship My Butt (1995)
- Feel the Sting (1995)
- Hawaii (1995)
- Mellon Man 6 (1995)
- Naked Truth (1995)
- Night Nurses (1995)
- Out Of Love (1995)
- Portraits of Pain (1995)
- Scandal (1995)
- Unruly Slaves (1995)
- Unruly Slaves 2 (1995)
- Bob's Video 101: City of Angels (1996)
- Bob's Video 103: Soft And Sexy (1996)
- Bob's Video 105: A Private Session With Brittany (1996)
- Bondage 3 (1996)
- Bondage Fantasy 4 (1996)
- Bust Blondes USA (1996)
- Catfighting 17 (1996)
- City Girl (1996)
- Cloud 900 (1996)
- Cyberstud (1996)
- Dancing in the Dark (1996)
- Dream Girls (1996)
- Dungeon Surprise (1996)
- Finger Sluts 1 (1996)
- Footworship 18 (1996)
- Goldenrod (1996)
- In Your Face (1996)
- Internal Affairs (1996)
- Jiggly Queens 3 (1996)
- Mellon Man 7 (1996)
- Motel Matches (1996)
- Other Woman (1996)
- Philmore Butts Goes Hollyweird (1996)
- Philmore Butts One Wild Ride (1996)
- Philmore Butts Strips Down (1996)
- Philmore Butts Travels the Rocki Roads of South Florida (1996)
- Playtime (1996)
- Pussy Hunt 20 (1996)
- Pussy Hunt 24 (1996)
- Sex Detectives (1996)
- Sexual Intruder (1996)
- Snatch Masters 17 (1996)
- Squeeze Play (1996)
- To Serve Woman (1996)
- Trample Bimbo (1996)
- Triple X 12 (1996)
- Venom 2 (1996)
- Angel's Delights (1997)
- Appassionata (1997)
- Art Of Deception (1997)
- Bite the Big Apple (1997)
- Bob's Video 114: Best Leg Show Ever (1997)
- Bob's Video 115: What A Boob (1997)
- Bob's Video 120: Class Ass (1997)
- Bob's Video 122: Dare You To Watch (1997)
- Bondage of the Rising Sun (1997)
- Bounce on Bonehead (1997)
- Brittany Andrews (1997)
- Brittany Andrews (II) (1997)
- Brittany Andrews (III) (1997)
- Brittany Andrews (IV) (1997)
- Brittany's Foot Tease (1997)
- Brittany's Stocking Tease (1997)
- Butt Watch Nights (1997)
- Cigar Mistress (1997)
- C'mon And Love Me (1997)
- Dirty Bob's Xcellent Adventures 29 (1997)
- Ernest Greene's Bondage Files (1997)
- Facility (1997)
- Fanny (1997)
- Fly Bi Night (1997)
- Forbidden (1997)
- Garden Party (1997)
- Hot Babes in Toyland 2 (1997)
- Intensive Care Unit (1997)
- Jenna's Built for Speed (1997)
- Lesbian Connection 3 (1997)
- Loser Lessons (1997)
- Makin' Whoopee (1997)
- Nurses to the Rescue 1 (1997)
- Philmore Butts Looking for Lust (1997)
- Philmore Butts Taking Care Of Business (1997)
- Pickup Lines 15 (1997)
- Private Performance 15: Brittany Andrews (1997)
- Reds (1997)
- Seduce Me (1997)
- Smoke Filled Haze (1997)
- South By Southeast (1997)
- Stardust 6 (1997)
- Stinging Punishment (1997)
- Swinging in the Rain (1997)
- Tabitha's Lesbian Masturbation Party (1997)
- Taylor St. Claire And Brittany Andrews: Dominance (1997)
- Teri Weigel: Centerfold (1997)
- Trample Slumber Party (1997)
- Ultimate Glamour Blowjob (1997)
- Amazing Sex Talk 1 (1998)
- Austin Powerless (1998)
- Bachelor Party Dilemma (1998)
- Backstage Sluts 1 (1998)
- Barefoot Confidential 1 (1998)
- Bob's Video 123: Awesome (1998)
- Bob's Video 127: Attitude (1998)
- Bob's Video 134: Gettin Off Easy (1998)
- Bondage Fantasy 5 (1998)
- Bondage Files (1998)
- Boob Cruise 1998 (1998)
- Boob Cruise 1998 After Hours (1998)
- Bounce on the Chucklehead (1998)
- Brittany Andrews is Pussyfoot (1998)
- Brittany Andrews School Girl (1998)
- Clean Beating (1998)
- Come Out And Play (rough) (1998)
- Cruel Beauty (1998)
- Deep Throat The Quest 5: Slick Willy Rides Again (1998)
- Dominated Domestic (1998)
- Flashpoint (1998)
- Forever Night (1998)
- Getting Off Easier (1998)
- Head Step Mistress (1998)
- Heavy Trample (1998)
- Homeward (1998)
- Hotel Hideaway (1998)
- House of Legs 1: Leg Sex (1998)
- I Spit On Your Slave (1998)
- Lesbians Obsession For Bondage 1 (1998)
- Man Says Uncle (1998)
- Medusa Gallery: Curse Of Medusa (1998)
- Mistress Mistreated (1998)
- My Last Whore (1998)
- Night Vamps (1998)
- Nurse Sadie (1998)
- Nurse Shanna (1998)
- PPV-369: Pantyhose Delight 1 (1998)
- Private Performance 73: Brittany Andrews Bondage (1998)
- Sex Quest (II) (1998)
- Shane's World 12: Gone Snow Boning (1998)
- Sister's Rage (1998)
- Topless Roomservice (1998)
- Trample And Hooch (1998)
- Trample Stampede (1998)
- Trample With Care (1998)
- Trampled Times Ten (1998)
- Whack The Dog (1998)
- All American Pie (1999)
- Bob's Video 135: Pleasure Of Your Company (1999)
- Bob's Video 139: Good Things Come In Pairs (1999)
- Bob's Video 141: Posing For Love And Money (1999)
- Candy Girl (1999)
- Diva X Brittany (1999)
- Endless Smother (1999)
- Exotic And Erotic (1999)
- Gasping For Air (1999)
- Leatherbound Dykes From Hell 14 (1999)
- Lesbian Fetish Fever 1 (1999)
- Limousine Confessions (1999)
- Path Of Desire (1999)
- Pussypoppers (1999)
- Raylene And Brittany Andrews (1999)
- Revenge (1999)
- Roommate Trouble 2 (1999)
- Sisters in Sin 1 (1999)
- Six Days (1999)
- Smother Knows Best (1999)
- Smother Therapy (1999)
- Smotherbox Abduction (1999)
- Substitute Smother (1999)
- Swimming The Secretarial Pool (1999)
- Tample Tubbie (1999)
- Valentino's Sexual Reality 4: Inside L.A. (1999)
- We Go Deep 3 (1999)
- Whispers (1999)
- ATV (2000)
- Cellar Dweller 3 (2000)
- Consenting Adults (2000)
- Harem Hooters (2000)
- King of the Load (2000)
- Lesbians Obsession For Bondage 2 (2000)
- Little Nymphs (2000)
- Secret Fantasies (2000)
- Tails of Perversity 7 (2000)
- Terms Of Enslavement (2000)
- Tight Club (2000)
- Tinseltown (2000)
- Water Wars: Brittany vs Blake (2000)
- What A Mess (2000)
- WickedGirl.com (2000)
- Wild Things (2000)
- World's Biggest Footjob Gangbang (2000)
- Big Busted Doms (2001)
- Brittany's Bitch Boyz 1 (2001)
- Cellar Dweller 4 (2001)
- Fine Women and Fine Wine Bottles 3 (2001)
- Foot Files: Hardcore 2 (2001)
- From Bunny With Luv (2001)
- High Heels and Nylons 5 (2001)
- More Than A Handful 10 (2001)
- Naked Bodies (2001)
- Nikki Tyler: Extreme Close Up (2001)
- On the Prowl 4 (2001)
- Pantyhose Parade (2001)
- Perfect Pair (2001)
- Secret Fetish Fantasies (2001)
- Sinfully Yours: Brittany (2001)
- Sinsation Solos (2001)
- Tickle Party 2 (2001)
- Vegas Or Bust (2001)
- Windows (2001)
- Exquisite Feet (2002)
- Fans Have Spoken 2 (2002)
- Fluffy Cumsalot, Porn Star (2002)
- Foot Bangers (2002)
- I Dream of Jenna 1 (2002)
- Pussy Fingers 12 (2002)
- Real Female Orgasms 3 (2002)
- Sex Secrets Of A Centerfold (2002)
- Sexual Healing (2002)
- Ultimate Firsts (2002)
- Adult Stars at Home 3 (2003)
- Best of Bosom Buddies 1 (2003)
- Erosity (2003)
- Metropolis (2003)
- On The Road With Tara Wild 3 (2003)
- Strap-On Chicks: Dom N Dommer (2003)
- Bitch Boys 2 (2004)
- Boob Cruise Babes 1 (2004)
- Boob Cruise Babes 4 (2004)
- Brittany Andrews Smoking Sirens (2004)
- Charity Event for Taylor Summers and Shannon Getsit (2004)
- Lost in Tits and Ass (2004)
- Marty Zion's Perfection (2004)
- Porno Dan's D.C. Debauchery 2 (2004)
- Titanic Tits (2004)
- Wild Wild Chest (2004)
- Boob Cruise Paradise (2005)
- Clam Smackers (2005)
- Jenna's Star Power (2005)
- Nobody Breathes Forever (2005)
- Porn Fidelity 3 (2005)
- Secret Lives of Porn Stars (2005)
- World of Sexual Variations 2 (2005)
- Breast Obsessed (2006)
- Girls Playing with Girls (2006)
- Jenna's Depraved (2006)
- Lick Me Stick Me 2 (2006)
- Missionary Impossible (2006)
- Strap Attack 4 (2006)
- Suck 'em Fuck 'em Squeeze 'em Tease 'em 5 (2006)
- 110 All Star Cumshots (2007)
- Blonde Legends (2007)
- Cheating Housewives 4 (2007)
- Erotic Adventures of Nikki Nine (2007)
- Miss Brittany's Strap-On Sissy School (2007)
- Rump Rider (2007)
- Star 69: DD (2007)
- Big Sausage Pizza 19 (2008)
- Blondes In Bondage (2008)
- MILF Cruiser 14 (2008)
- Naturally Exposed 5 (2008)
- Porno Dan's Nasty Adventures: New Jersey (2008)
- Dude, I Banged Your Mother 1 (2009)
- Sex and the City: The Original XXX Parody (2010)
- Big Tit Christmas 2 (2011)
- Femdom Ass Worship 7 (2011)
- Soccer Moms (2012)
- Super Stud Spectacular: Tom Byron (2012)
- Wicked Nurses (2014)

### Regista
- ATV (2000)
- Brittany's Bitch Boyz 1 (2001)
- Exquisite Feet (2002)
- Bitch Boys 2 (2004)
- Brittany Andrews Smoking Sirens (2004)
- Miss Brittany's Strap-On Sissy School (2007)